# Envasado
El envasado es un método para conservar los alimentos. Consiste en calentarlos a una temperatura que destruya los posibles microorganismos presentes y sellarlos en tarros, latas o bolsas herméticas. Debido al peligro que supone el Clostridium botulinum (causante del botulismo) y otros agentes patógenos, el único método seguro de envasar la mayoría de los alimentos es bajo condiciones de presión y temperatura altas, normalmente de unos 116-121 °C. Los alimentos que deben ser envasados a presión incluyen la mayoría de verduras, carnes, mariscos, productos avícolas y lácteos. Los únicos alimentos que pueden envasarse con seguridad en un baño de agua hirviendo (a presión normal) son los muy ácidos con un pH inferior a 4,6, como frutas, verduras encurtidas y otras comidas a las que se ha añadido ácido se creó en el año 1810.

## Historia

### Enlatado
Los tarros de cristal fueron reemplazados por latas cilíndricas o botes de hierro forjado, que eran más baratos, rápidos de fabricar y mucho más resistentes. Los abrelatas no se inventaron hasta unos 30 años después: al principio, los soldados tenían que abrir las latas con sus bayonetas o romperlas con la ayuda de piedras. El ejército francés empezó a experimentar con el suministro de comida enlatada para sus soldados, pero el lento proceso de enlatado de alimentos y el incluso más lento desarrollo de los medios de transporte evitaron que se enviasen grandes cantidades durante el Imperio francés, terminando la guerra antes de que el proceso pudiera ser perfeccionado. Desafortunadamente para Nicolás Appert, la fábrica que había construido con el dinero de su premio fue incendiada en 1814 por los soldados aliados que invadieron Francia. Tras el final de las guerras napoleónicas, el proceso de enlatado fue gradualmente puesto en práctica en otros países europeos y en los Estados Unidos. A partir del método de Appert, Peter Durand patentó en el Reino Unido en 1810 un proceso de envasado de alimentos en botes de hierro forjado sellados al vacío. Inicialmente, el proceso de enlatado era lento y exigía mucha mano de obra, ya que cada lata tenía que hacerse a mano y llevaba hasta seis horas preparar adecuadamente el alimento, lo que hizo de la comida en lata un símbolo de estatus entre la clase media europea, convirtiéndose en una novedad frívola. Los primeros métodos de elaboración usaban soldaduras tóxicas de plomo para el sellado de las latas, lo que tuvo desastrosas consecuencias para la expedición de John Franklin al océano Ártico en 1845.
Cada vez mayor mecanización del proceso de enlatado junto con el enorme incremento de las poblaciones urbanas en toda Europa resultó en una creciente demanda de comida enlatada. Varias invenciones y mejora siguieron, y para los años 1860 el tiempo para enlatar comida se había reducido de las aproximadamente seis horas iniciales a sólo treinta minutos. La comida enlatada empezó a expandirse fuera de Europa: Elian estableció la primera fábrica de enlatado estadounidense en Nueva York en 1812, usando latas de hierro laminado mejoradas para envasar ostras, carnes, frutas y verduras. La demanda de comida enlatada crecía enormemente durante las guerras. Las guerras a gran escala del siglo XIX, como la guerra de Crimea, la guerra civil estadounidense y la guerra franco-prusiana, introdujeron el consumo de comida enlatada entre las clases trabajadoras, permitiendo que las compañías enlatadoras ampliaran sus negocios para satisfacer la demanda militar de alimentos imperecederos, permitiendo la producción en masa y la venta en mayores mercados civiles tras los conflictos bélicos. Las poblaciones urbanas de la Inglaterra victoriana demandaban cantidades crecientes de comida barata, variada y de buena calidad, que pudiera almacenarse en los hogares sin tener que ir a las tiendas cada día en busca de productos frescos. En respuesta, aparecieron compañías como Nestlé, Heinz y otras para aprovisionar a las tiendas con comida enlatada de buena calidad. El final del siglo XIX vio un gran incremento de la gama de comida enlatada disponible para la población urbana, a medida que las compañías rivales competían entre sí usando nuevos alimentos, presentaciones atractivas del envase y mejores precios.
La demanda de comida enlatada se disparó durante la Primera Guerra Mundial, pues los dirigentes militares solicitaban grandes cantidades de comida barata y altamente calórica para alimentar a sus millones de soldados, que pudiera transportase fácilmente, sobreviviese a las condiciones de las trincheras y no se echase a perder entre la fábrica y el frente. Durante la guerra los soldados se alimentaron en general de alimentos enlatados de muy baja calidad, como el Bully Beef (corned beef barato), pork and beans y el Maconochies (Irish stew), pero en 1916 el disgusto generalizado entre los soldado por la comida enlatada baratas hizo que los ejércitos adquiriesen alimentos de mejor calidad, para levantar así la baja moral, de forma que empezaron a aparecer las primeras comidas completas enlatadas. En 1917 el ejército francés empezó a distribuir platos franceses, como el coq au vin, mientras el italiano experimentó con raviolis y espaguetis boloñesa. La escasez de comida enlatada en el ejército británico en 1917 llevó al gobierno a distribuir cigarrillos e incluso anfetaminas entre los soldados para suprimir su apetito. Tras la guerra, las compañías que habían suministrado comida enlatada a los ejércitos nacionales mejoraron la calidad de sus productos para venderlos en el mercado civil.
Hoy en día, bebidas alcohólicas como el vino se han comenzado a comercializar envasadas en plástico o tetra pak. Tal es el caso de vinos como California, Copa Di Vino, Wolf Blass, Gato Negro y Don Simón, por mencionar algunos. Además, el acero hojalatado es el material más comúnmente usado. Las bolsas laminadas al vacío también se usan para envasar; por ejemplo, en los MRE.